# Sông Hiến (phường)
Sông Hiến là một phường thuộc thành phố Cao Bằng, tỉnh Cao Bằng, Việt Nam.

## Địa lý
Phường Sông Hiến nằm ở phía tây thành phố Cao Bằng, có vị trí địa lý:
- Phía đông giáp phường Hòa Chung và phường Hợp Giang
- Phía tây giáp phường Đề Thám
- Phía nam giáp huyện Hòa An
- Phía bắc giáp phường Ngọc Xuân.

Phường Sông Hiến có diện tích 9,59 km², dân số năm 2019 là 11.507 người, mật độ dân số đạt 1.200 người/km².
Phường là nơi sông sông Hiến hợp lưu vào sông Bằng. Quốc lộ 3 chạy qua địa bàn phường.

## Hành chính
Phường Sông Hiến được chia thành 20 tổ dân phố: 1, 2, 3, 4, 5, 6, 7, 8, 9, 10, 11, 12, 13, 14, 15, 16, 17, 18, 19, 20.

## Lịch sử
Phường Sông Hiến trước đây vốn là một phần tiểu khu Sông Hiến thuộc thị xã Cao Bằng.
Ngày 10 tháng 9 năm 1981, Hội đồng Bộ trưởng ban hành Quyết định 60-HĐBT về việc giải thể tiểu khu Sông Hiến để thành lập phường Sông Hiến và xã Hòa Chung.
Ngày 25 tháng 9 năm 2012, Chính phủ ban hành Nghị quyết 60/NQ-CP về việc thành lập thành phố Cao Bằng thuộc tỉnh Cao Bằng. Phường Sông Hiến thuộc thành phố Cao Bằng.
Đến năm 2019, phường Sông Hiến được chia thành 32 tổ dân phố (viết tắt: TDP), đánh số từ 1 tới 32.
Ngày 9 tháng 9 năm 2019, Hội đồng nhân dân ban hành Nghị quyết số 27/NQ-HĐND về việc sáp nhập, đổi tên các xóm, tổ dân phố trên địa bàn tỉnh Cao Bằng:
- Sáp nhập TDP 2 và một phần TDP 5 vào TDP 1
- Sáp nhập hai TDP 3 và 4 thành TDP 2
- Đổi tên phần còn lại của TDP 5 thành TDP 3
- Sáp nhập TDP 6 và một phần TDP 7 thành TDP 4
- Sáp nhập TDP 9 và phần còn lại của TDP 7 thành TDP 5
- Sáp nhập hai TDP 8 và 10 thành TDP 6
- Sáp nhập TDP 12 và một phần TDP 11 thành TDP 7
- Sáp nhập TDP 13 và một phần TDP 15 thành TDP 8
- Đổi tên phần còn lại của TDP 15 thành TDP 9
- Sáp nhập hai TDP 14, 17, một phần TDP 25 và phần còn lại của TDP 11 thành TDP 10
- Sáp nhập ba TDP 16, 18, 20 thành TDP 11
- Sáp nhập ba TDP 19, 21, 22 thành TDP 12
- Đổi tên TDP 23 thành TDP 13
- Sáp nhập TDP 24 và một phần TDP 25 thành TDP 14
- Sáp nhập TDP 26 và 1 hộ còn lại của TDP 25 thành TDP 15
- Sáp nhập hai TDP 27 và 29 thành TDP 16
- Đổi tên TDP 28 thành TDP 17
- Đổi tên TDP 30 thành TDP 18
- Đổi tên TDP 31 thành TDP 19
- Đổi tên TDP 32 thành TDP 20.